# Dovbni, Icinea
Dovbni (în ucraineană Довбні) este un sat în comuna Rojnivka din raionul Icinea, regiunea Cernihiv, Ucraina.